# Jólabókaflóð
Jólabókaflóð (de l'islandès: «inundació de llibres del Yule») és una pràctica d'Islàndia, referida a la publicació de nous llibres en les setmanes prèvies a les festes de Nadal.
A Islàndia, la publicació de nous llibres sol concentrar-se tradicionalment per Nadal. Durant la Segona Guerra Mundial, es va imposar una severa restricció a les importacions, i com el paper tenia menys limitacions que altres productes, els llibres es van convertir en un popular regal nadalenc. Des de llavors les editorials han concentrat les novetats editorials en les dates de major consum: cada any es publiquen més de 700 nous llibres en idioma islandès, xifra molt elevada per a un mercat de només 320.000 lectors potencials, i les vendes per Nadal solen representar el 60 % del total anual.
L'Associació d'Editors Islandesos publica cada any un catàleg de novetats, anomenat bókatíðindi («catàleg de llibres»), que s'envia gratuïtament a totes les llars del país.
El Jólabókaflóð no és una festivitat: la idea que els islandesos celebrin el Nadal llegint els llibres que s'han regalat és un mite.